# Angrivaris
Els angrivaris (en llatí Angrivarii; en grec antic Ἀγγριουάριοι) eren una tribu germànica que vivia a la regió entre el Weser i l'Elba i tenien al sud als queruscs i al nord-est als longobards, segons diuen Tàcit i Claudi Ptolemeu.
Els angrivaris eren generalment un poble que tenia bones relacions amb Roma, menys durant una rebel·lió de l'any 16 en què es van unir als queruscs i van ser derrotats en una primera batalla a Istavisus i després en una altra batalla una mica més al sud. Més tard van ser aliats de Roma, l'any 19. La Lliga dels queruscs es va trencar cap a l'any 100 i els angrivaris, aliats als camavis van atacar els brúcters, i van ocupar el seu territori. Aquest territori es va anomenar Angària (modern Engern) i el poble va agafar el nom d'angres o angraris i van passar a integrar-se en la nació saxona.